# Rytigynia caudatissima
Rytigynia caudatissima là một loài thực vật thuộc họ Rubiaceae. Đây là loài đặc hữu của Tanzania.